# Hampshire, Illinois
Hampshire är en ort (village) i Kane County, i delstaten Illinois, USA. Enligt United States Census Bureau har orten en folkmängd på 5 616 invånare (2011) och en landarea på 23,2 km².